# Rudolf Liehmann
Rudolf Liehmann (litevsky Rudolfas Lymanas, 8. ledna 1855 Zlonice – 14. února 1904 Rokiškis) byl český varhaník, houslista, dirigent, ředitel školy a hudební pedagog dlouhodobě působící v Litvě. Byl synem varhaníka a hudebního učitele Antonína Liehmanna.

## Životopis

### Mládí
Narodil se v roce 1855 ve Zlonicích ve středních Čechách v rodině Antonína Liehmanna a jeho ženy Antonie. Byl jedním z dvanácti dětí, dospělosti se však dožil jen on a sestry Terezie a Sidonie. Jeho otec, původem ze severních Čech, byl populárním hudebním učitelem, kantorem, kapelníkem a učitelem zlonické obecné školy. Hrál dobře na varhany, housle, klavír, dechové nástroje, dirigoval orchestry a rovněž hudebně komponoval, v 50. letech 19. století byl pak prvním hudebním učitelem Antonína Dvořáka, pocházejícího z nedaleké Nelahozevsi. Antonín byl též prvním Rudolfovým učitelem hudby, v letech 1871 až 1873 pak Rudolf studoval na pražské Varhanické škole. Poté absolvoval Pražskou konzervatoř ve varhanní třídě prof. F. Blažka.

### V Litvě

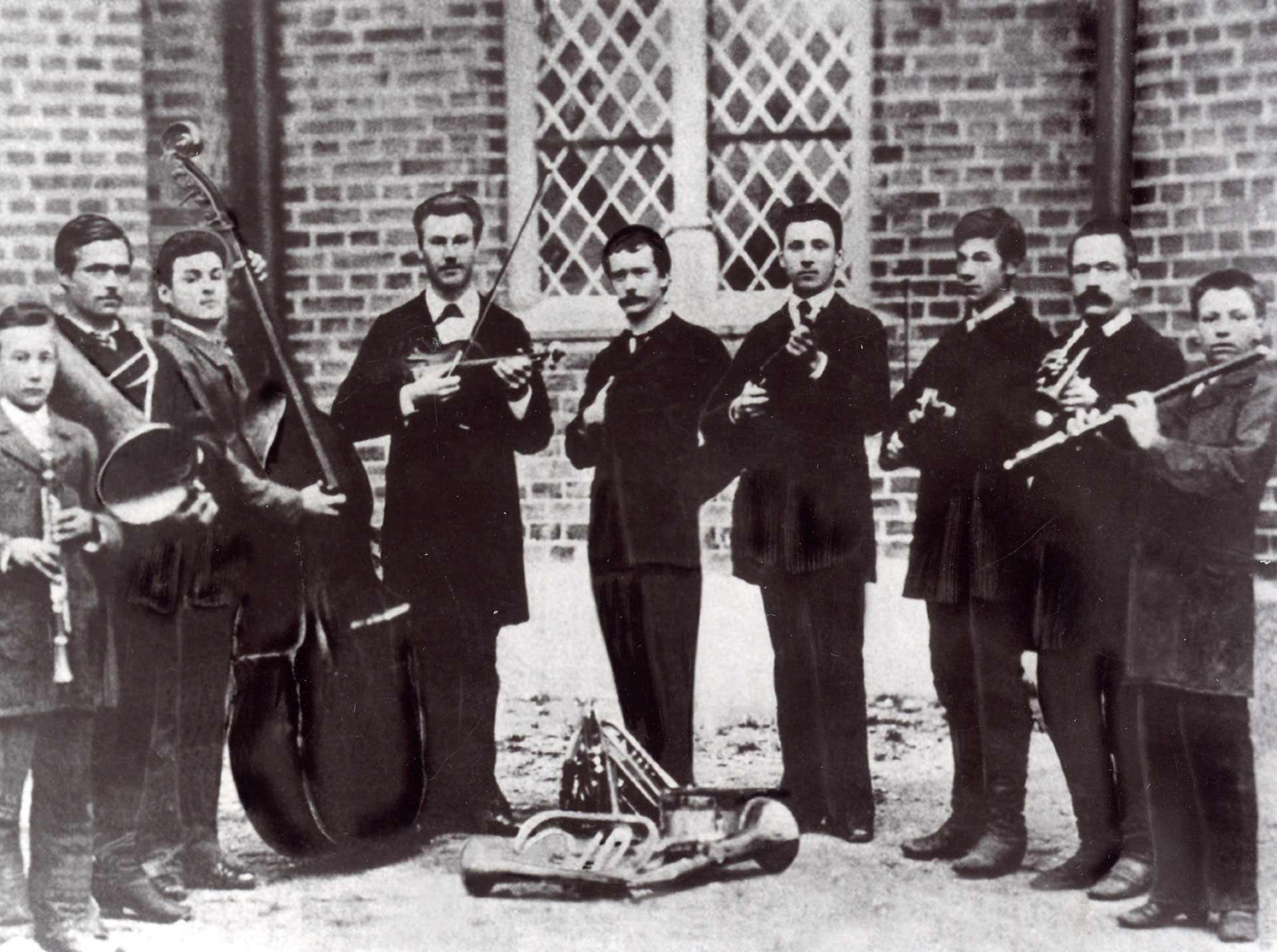
Liehmann se studenty školy v Rokiškisi (asi okolo roku 1900)

Roku roku 1883 z Čech do Litvy, kde přijal nabídku hraběnky Marie Tyzenhauz-Pšezdziecki, která na svém panství v západolitevském městě Rokiškis založila varhanickou a pěveckou školu, ve snaze pozvednout kulturní a náboženskou úroveň panství a vybavit tak kostely kvalifikovanými varhaníky, sbory a orchestry. 20. srpna 1883 zde Liehmann podepsal pracovní smlouvu za plat 600 stříbrných rublů ročně a poskytnutý školní byt. Při svém pobytu v Litvě následně začal používat litevskou variantu svého jména, Rudolfas Lymanas.
Ve škole, kterou řídil, založil tři oddělení: orchestrální, varhanní a klavírní, a pěvecké. Přestože pracovní podmínky byly obtížné (malé místnosti a nedostatek dobrých nástrojů), školu navštevovalo než 40 studujících varhaníků, instrumentalistů a sboristů. Vyučování probíhalo od osmi hodin ráno do devíti večer, po bohoslužbách a i v neděli. V roce 1885 byly postaveny nové varhany značky Walcker, které upravil a udržoval sám ředitel Liehmann. Kromě praktické hy na nástroj se zde u instrumentalistů vyučovala také hudební nauka, harmonie, solfeggio, znalost nástroje a zpěv.
Rokiškiská hudební škola vzkvétala zejména v letech 1887 až 1889. Už tehdy měla škola schopný sbor a orchestr, který dokázal hudebně obsloužit přes 20 mší a mnoho hymnů – studenti zde vedle latiny zpívali také v litevštině. V roce 1887 školní sbor a orchestr provedly oratorium Josepha Haydna Stvoření světa. Během bohoslužeb hrál Liehmann na varhany a housle, takto zde přednesl mj. díla J. S. Bacha, G. Palestriny a dalších skladatelů. Sám skládal písně a další hudební .
Za 20 let činnosti škola vychovala asi 200 hudebníků, včetně řady posléze úspěšných litevských varhaníků, skladatelů a sbormistrů, mezi které mj. patřili Mikas Petrauskas, Juozas Tallat-Kelpša, Juozas Gruodis, Juozas Gaubas, M. Milaknis, Juozas Katelė, K. Dirzys, P. Vinkšnelis, A. Kaveckas Jurevičius, Albertas Mateika, K. Kvedaras, J. Sargūnas, A. Žukauskas a další.

### Technik
Kromě vedení školy a výuky hudby se Liehmann věnoval i dalším, technickým činnostem. Zavedl telefonní spojení do všech prostor zámečku a přilehlých dvojdomků, opravil zámecké hodiny, pokusil se zavést do školy elektřinu a zřídit zde meteorologickou stanici. Zabýval se také fotografováním.

### Úmrtí
Zemřel 14. února 1904 v Rokiškisi ve věku 49 let. Patrně zde byl také pohřben. 

### Rodina
V roce 1888 se oženil se svou bytnou, Litevkou Aleksandrou Liachovičiute, společně počali celkem 8 dětí (z toho 4 zemřely před dosažením dospělosti) a měli 14 vnoučat.

### Po smrti
Hudební tradice školy v Rokiškis byla přerušena obdobím existence Sovětského svazu, jehož byla Litva součástí. Instituce byla obnovena v roce 1991 a nadále tak vychovává nové varhaníky a učitele hudby. Po Liehmannovi je obnovená škola také pojmenována Rokiškio Rudolfo Lymano muzikos mokykla.
V roce 2011 byla v hudební škole ve Slaném, kde působil, odhalena jeho pamětní deska. 